# 1794 Finsen
Az 1794 Finsen (ideiglenes jelöléssel 1970 GA) a Naprendszer kisbolygóövében található aszteroida. Jacobus Albertus Bruwer fedezte fel 1970. április 7-én.